# Empanda ornata
Empanda ornata is een spinnensoort in de taxonomische indeling van de springspinnen (Salticidae).
Het dier behoort tot het geslacht Empanda. De wetenschappelijke naam van de soort werd voor het eerst geldig gepubliceerd in 1885 door Elizabeth Maria Gifford Peckham & George William Peckham.